# Parafia św. Floriana w Przydrożu Małym
Parafia św. Floriana w Przydrożu Małym – parafia rzymskokatolicka w metropolii katowickiej, diecezji opolskiej, dekanacie bialskim.

## Historia
Parafia powstała w roku 1989, z wydzielenia Przydroża Małego z parafii pod wezwaniem Nawiedzenia Najświętszej Maryi Panny w Ścinawie Małej, Pleśnicy i Waldeki, należących wcześniej do parafii pod wezwaniem św. Katarzyny Aleksandryjskiej w Śmiczu oraz z Przydroża Wielkiego należącego uprzednio do parafii pod wezwaniem Trójcy Świętej w Korfantowie. Parafia liczy 553 wiernych.

## Proboszczowie po 1945 roku
- ks. Otton Materne,
- ks. Stefan Cebula,
- ks. Eryk Pakosz,
- ks. Kazimierz Motyka,
- ks. Tomasz Horak,
- ks. Reinhold Karol Gordzielik
- ks. Franciszek Szeliga
- ks. Józef Sykosz
- ks. Józef Bensz
- ks. Andrzej Walczak
- ks. Krzysztof Pustelak
- ks. Karol Wacholc